# Chatenet Automobiles

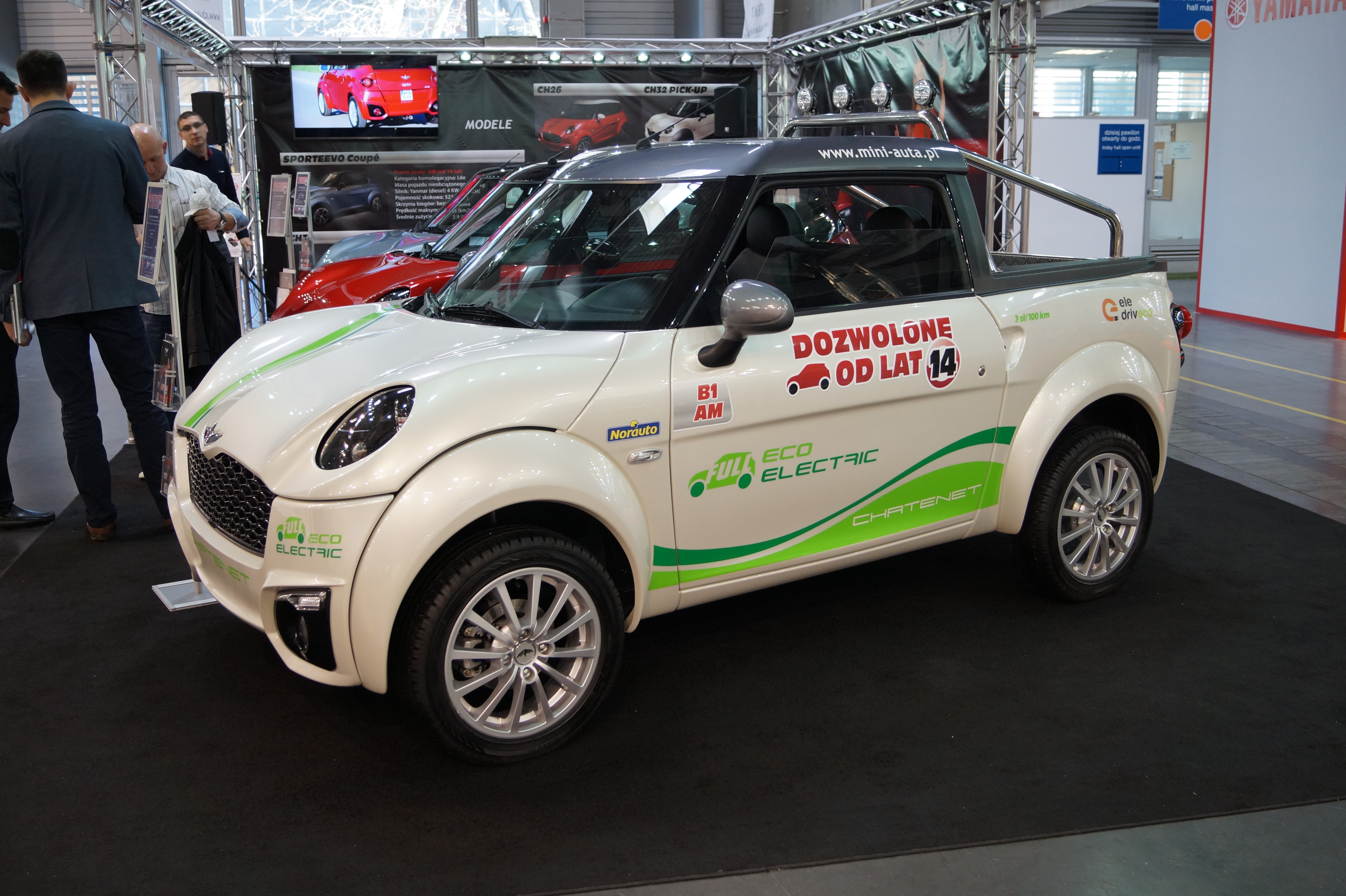
Chatenet CH32 Pick-up

Chatenet Automobiles – francuski producent mikrosamochodów. Siedziba firmy znajduje się w miejscowości Pierre-Buffiere.
Firmę założył w 1984 roku Louis George Chatenet.

## Modele
- Chatenet Barooder S2
- Chatenet Barooder X2 MUST
- Chatenet Barooder Sport
- Chatenet Barooder X4
- Chatenet Speedino
- Chatenet CH26
- Chatenet CH30
- Chatenet CH32
- Chatenet CH32 Pick-up
- Chatenet CH39 Sporteevo
- Chatenet CH40
- Chatenet CH46